# Tisa
Tisa (madžarsko Tisza) je ena glavnih rek srednje Evrope in Panonske nižine. 1.358 km dolga reka izvira v Ukrajini kot Černa Tisa in Rika, teče po meji Romunije, se dotakne tudi Slovaške pri izlivu reke Už, najdlje teče skozi Madžarsko (kjer se vanjo mdr. izliva reka Someș, ki teče iz Romunije, ter Bodrog in Sajó ali Slaná iz  Slovaške, pa tudi združeni -"trojni" Kriš (gl. Beli, Črni in Hitri Kriš) iz Romiunijeter  pri Szegedu še Mureš) in na koncu skozi Srbijo (Vojvodino), kjer se izliva v Donavo, ta pa končno v Črno morje.